# Nouna Airport
Nouna Airport är en flygplats i Burkina Faso. Den ligger i den västra delen av landet, 260 km väster om huvudstaden Ouagadougou. Nouna Airport ligger 275 meter över havet.
Terrängen runt Nouna Airport är mycket platt. Närmaste större samhälle är Nouna, 1,6 km söder om Nouna Airport.
Omgivningarna runt Nouna Airport är en mosaik av jordbruksmark och naturlig växtlighet. Runt Nouna Airport är det ganska glesbefolkat, med 47 invånare per kvadratkilometer.